# Лаодика Македонская
Лаодика Македонская (др.-греч. Λαοδίκη, IV в. до н. э.) — знатная македонянка, жена Антиоха из Орестиды, одного из военачальников Филиппа II Македонского, и мать Селевка — военачальника Александра Македонского и диадоха, основателя державы Селевкидов.
О Лаодике рассказывает Юстин в своих эпитомах, что ей, когда она вышла замуж за Антиоха, приснилось, будто она зачала ребёнка от самого Аполлона, получила от него во сне дар в виде перстня с изображением якоря и повеление отдать сыну, когда он родится. И будто бы Лаодика, пробудившись, нашла на своём ложе перстень с якорем, а у новорождённого Селевка на бедре оказалось родимое пятно в форме якоря, и такое же фамильное пятно было у его детей и внуков. Лаодика отдала сыну этот перстень, когда македонское войско отправлялось в поход в Азию.
Аппиан дополняет историю сном, посланным Лаодике о том, что её сын будет царствовать там, где этот перстень с якорем упадёт с пальца, и Селевк потерял его на Евфрате.
Селевк, став правителем обширного государства, возникшего на обломках империи Александра, назвал в честь отца 16 городов Антиохиями, в честь матери — пять городов Лаодикеями.